# نایف الخاطر
نایف الخاطر (انگلیسی: Nayef Mubarak Al Khater؛ زادهٔ ۱۰ مهٔ ۱۹۷۸) یک بازیکن فوتبال اهل قطر است.

## باشگاهی
از باشگاه‌هایی که در آن بازی کرده‌است می‌توان به الوکره، السد، الریان، اشاره کرد.

## تیم ملی
وی همچنین در تیم‌های ملی فوتبال Qatar U-17 قطر بازی کرده است.